# Gregorio Caloprese
Gregorio Caloprese, indicato anche come Gregorio Caroprese, Caropreso, Calopreso (Scalea, 1654 – Scalea, 18 marzo 1715), è stato un filosofo, medico e matematico italiano.

## Biografia
Gregorio Caloprese nacque a Scalea nel 1654, da Carlo e da Lucrezia Gravina, che si sposarono a Roggiano nel 1653, cade così la leggenda che Gregorio fosse nato nel 1650, quando i suoi genitori ancora non si conoscevano . 
I suoi genitori si resero presto conto dell'intelligenza del loro figliolo e lo avviarono a studiare a Napoli sotto la guida del letterato Giuseppe Porcella (1648-1713)  Si laureò successivamente nel campo a lui più congeniale della medicina. Rimase sempre in rapporto da Scalea, dove si era ritirato, con i centri intellettuali di Napoli e Roma dove risiedeva suo cugino Gian Vincenzo Gravina e dove lo stesso Caloprese soggiornò sul finire del '600.
A Scalea fondò una scuola  che ebbe una certa rinomanza e partecipò all'attività culturale dell'Accademia di Medinaceli traendone ispirazione per i suoi interessi antiautoritari e antidogmatici scientifici e filosofici che lo fecero schierare dalla parte di coloro che subordinavano l'indagine naturalistica al metodo razionale di tipo cartesiano.
Vico, Metastasio , Giannone lo qualificano come «gran renatista» ma la sua reale posizione filosofica è piuttosto da rintracciare in chi era a lui più vicino: il suo discepolo Francesco Maria Spinelli che racconta come Caloprese, tornato da Napoli a Scalea visse dei proventi di alcune sue proprietà praticando la medicina solo per i suoi amici e i poveri e che descrive la scuola di Caloprese come fondata sullo studio letterario e scientifico e l'esercizio fisico nella convinzione del rapporto tra mente e corpo. Alla lettura dei testi di Cartesio si associava quella di Lucrezio e Bacone secondo l'ideale teorico di una sintesi di sperimentalismo e atomismo, razionalismo e mentalismo.

## Opere
- Dell'origine degli imperi. Un'etica per la politica, versione moderna con testo a fronte e note di Enrico Esposito, introduzione di Alfonso Mirto, Milano, Salviati, 2002.
- Opere, a cura di Fabrizio Lomonaco e Alfonso Mirto, Napoli, Giannini, 2004.